# 1830 (Spiel)
1830 (Untertitel Railroads & Robber Barons) ist ein Strategiespiel von Francis G. Tresham, welches 1986 von Avalon Hill verlegt wurde. Es handelt sich nach 1829, welches den Eisenbahnbau in England behandelt, um das zweite einer ganzen Serie von Eisenbahnwirtschaftsspielen aus der 18XX-Reihe. Bei 1830 spielt man die Entwicklung der Eisenbahn im Osten der Vereinigten Staaten nach. Das Spiel wurde später auch für den PC adaptiert.
2011 brachte Mayfair Games das Spiel in neuer Optik heraus. Das Spielbrett ist doppelseitig bedruckt mit verschiedenen Karten vom Osten der Vereinigten Staaten. Neben den überarbeiteten Grundregeln enthält das Spiel auch einige Varianten mit zugehörigem Material. Im selben Jahr brachte Lookout Games das Spiel auf Deutsch (Untertitel Schienenleger und Spekulanten) und 999 Games das Spiel auf Niederländisch heraus.
1830 ist ein reines Strategiespiel. Der einzige Zufallsfaktor in dem Spiel ist die Auslosung der Sitzreihenfolge am Anfang des Spiels, wobei gute Spieler ihre Spielstrategie durchaus an der Psychologie ihres Vorder- und ihres Hintermanns auszurichten versuchen.

## Spielregeln
Ziel des Spieles ist es, mittels Eisenbahngesellschaften mehr Kapital zu erwirtschaften als die Mitspieler.

### Operations- und Aktienrunden
Das Spiel wird unterteilt in Operationsrunden, in denen die Eisenbahngesellschaften handeln, und Aktienrunden, in denen die Spieler Aktien unmittelbar an der Börse kaufen und verkaufen. Die Zahl der Operationsrunden nach einer Aktienrunde ist abhängig von der Lokomotivenart, die sich zu diesem Zeitpunkt im Spiel befindet. Am Anfang des Spieles wechselt sich eine Operationsrunde und eine Aktienrunde jedes Mal ab. Am Ende des Spieles wird nach je drei Operationsrunden eine Aktienrunde gespielt.

### Reihenfolge der Eisenbahnen und der Spieler
In einer Operationsrunde agieren die Aktiengesellschaften in der Reihenfolge ihres Börsenkurses.
Der Spieler, der hinter dem in der vorherigen Aktienrunde als letzten handelnden Spielers sitzt, darf in der nächsten Aktienrunde als Erster Aktien kaufen und verkaufen (so genannter Priority Deal). Die nachfolgende Reihenfolge ergibt sich dann aus der Sitzreihenfolge der Mitspieler. Der Besitz des Priority Deals ist vor allem in einer kritischen Aktienphase nicht zu unterschätzen.

### Eisenbahngesellschaften
Die im Spiel vorkommenden Eisenbahngesellschaften werden in Privat- und Aktiengesellschaften unterschieden.

### Privatgesellschaften
Die Privatgesellschaften werden am Anfang des Spieles an die Spieler von der Bank verkauft, operieren nicht, garantieren jedoch eine regelmäßige Ausschüttung pro Spielrunde. Privatgesellschaften sind:
| Name                                | Kaufpreis | Ausschüttung |
| Schuylkill Valley                   | 20        | 5            |
| Champlain and St. Lawrence Railroad | 40        | 10           |
| Delaware and Hudson Railway         | 70        | 15           |
| Mohawk & Hudson                     | 110       | 20           |
| Cambden & Amboy                     | 160       | 25           |
| Baltimore & Ohio                    | 220       | 30           |

An den Privatgesellschaften hängen unterschiedliche zusätzliche Sonderrechte.

### Aktiengesellschaften
Nach dem Verkauf der letzten Privatgesellschaft beginnt der Verkauf der Aktien der Aktiengesellschaften. Aktiengesellschaften sind:
| Baltimore & Ohio Railroad      |
| Pennsylvania Railroad          |
| Canadian Pacific Railway       |
| New York Central Railroad      |
| Chesapeake and Ohio Railway    |
| Erie Railroad                  |
| New York, New Haven & Hartford |
| Boston and Maine Railroad      |

Derjenige Spieler, der als Erster eine Aktienmehrheit von einer Aktiengesellschaft besitzt, wird ihr Präsident. Er bleibt dies so lange, bis ein anderer Spieler mehr Anteile an der Gesellschaft besitzt (entweder durch eigenen Kauf oder durch Anteilsverkauf des bisherigen Präsidenten). Der Präsident steuert die Geschicke einer Gesellschaft allein. Er kann beliebige Gleise bauen, Lokomotiven kaufen und (selten) verkaufen. Er allein entscheidet auch darüber, ob die Gesellschaft ihr jeweiliges Fahrergebnis einbehält oder ausschüttet. Die Mitinhaber sind auf Gedeih und Verderb von den Entscheidungen des Präsidenten abhängig.

### Operationsrunde
In einer Operationsrunde verlegt eine Aktiengesellschaft neue Gleisstrecken oder ersetzt bereits vorhandene durch verbesserte Gleisstrecken, baut neue Bahnhöfe, fährt mit den vorhandenen Zügen ein Einfahrergebnis ein, zahlt dieses entweder an die Aktieninhaber aus oder behält es im Gesellschaftsvermögen ein und kauft neue Züge.

### Lokomotivenarten
Die Züge sind nach ihrer Reichweite benannt. Die 2er-Lok kann z. B. zwei Bahnhöfe weit fahren.
Entwicklungshistorisch entsprechend nimmt die Reichweite der Züge mit dem Verlauf des Spieles zu. Sobald alle Züge einer Reichweite verkauft sind, stehen die nächstleistungfähigeren Züge zur Verfügung. Mit dem Auftreten einer neuen Lokomotivenart ändern sich die Regeln des Spieles; es tritt quasi in eine neue Phase.
In 1830 kommen folgende Lokomotiven vor
| Lokomotivenart | Anzahl | Preis      | Aufkommen bedeutet zusätzlich |
| 2er-Lok        | 6      | 80         | |
| 3er Lok        | 5      | 180        | ab sofort 2 Operations- nach einer Aktienrunde grüne Gleisteile sind verfügbar Privatgesellschaften können an Aktiengesellschaften verkauft werden                                     |
| 4er Lok        | 4      | 300        | alle 2er Loks werden vernichtet Aktiengesellschaften dürfen nur noch 3 Loks besitzen                                                                                                   |
| 5er Lok        | 3      | 450        | braune Gleisteile sind verfügbar Aktiengesellschaften dürfen nur noch 2 Loks besitzen ab sofort 3 Operationsrunden nach einer Aktienrunde alle Privatgesellschaften werden geschlossen |
| 6er Lok        | 2+1    | 630        | alle 3er Loks werden vernichtet ab sofort sind Dieselloks verfügbar |
| Diesellok      | 6      | 1100 (800) | alle 4er Loks werden vernichtet |

Hat eine Aktiengesellschaft keine Lokomotiven mehr, muss sie in ihrem nächsten Zug eine Lokomotive kaufen. Sollte das Kapital der Gesellschaft nicht ausreichen, muss der Präsident der Gesellschaft aus seinem Privatvermögen Geld nachschießen. Sollte das Privatvermögen des Spielers trotz der Verkäufe von Aktien nicht ausreichen, ist der Spieler pleite und das Spiel endet sofort.

### Aktienmarkt
Der Aktienmarkt ist recht komplex, funktioniert aber für ein Spiel bemerkenswert dauerhaft stabil.
Am Ende einer Operationsrunde steigt der Kurs um ein Feld nach rechts, soweit die Aktiengesellschaft ausschüttet, und fällt um ein Feld nach links, soweit die Aktiengesellschaft nicht ausschüttet.
In einer Aktierunde fällt der Kurs einer Aktie pro verkaufter Aktie um ein Feld nach unten. Sollte die Aktie am Ende einer Aktienrunde ausverkauft sein, steigt der Preis der Aktie um ein Feld nach oben.

### Spielende
Das Spiel endet durch die Pleite eines Mitspielers (sofort) oder durch die Pleite der Bank (Anfangskapital: 12.000 $) vor der nächsten Aktienrunde.

## Spielstrategie
1830 ist eine relativ komplexe und äußerst hart spielbare Wirtschaftssimulation. Es ist für einen Sieg nicht zwingend notwendig, bereits am Anfang mit einer Aktiengesellschaft operieren zu können. Gegen Ende des Spiels ist es aber sicherlich sehr dienlich, eine Aktiengesellschaft zu beherrschen.
Es gibt sicherlich von der geographischen Lage auf dem Spielplan besser spielbare und schlechter spielbare Aktiengesellschaften. Die B&O und die Penn sind einfacher zu spielen als die Canadian und die Erie. Dies kann aber nur als Hinweis gelten. Grundsätzlich kann man mit jeder Gesellschaft gewinnen.
Typische Situation für die Pleite eines Spielers ist, das ein Vordermann als Noch-Präsident eine Aktiengesellschaft 'plündert' und dann, da er in der Aktienrunde vorher agieren kann, aus der Gesellschaft aussteigt, die Gesellschaft also abdrückt. Der neue Präsident hat dann die Kosten der Sanierung zu übernehmen.
Eine spielentscheidende Phase bei 1830 ist üblicherweise der Wechsel von der 4er auf die 5er Lok (die erste Lokomotivenart, die nicht vernichtet wird) und vor allem der Wechsel von der 5er auf die 6er Lok und die Diesel-Lok. Hier werden wesentliche Entscheidungen über die Platzierung der Mitspieler gefällt.
Das Spiel wird durch die Hereinnahme der optionalen dritten 6er-Lok hinsichtlich der Pleite eines Spielers deutlich entschärft.

### Kritik und Hinweise
1830 ist sicherlich auch heute noch eine sehr gelungene, aber ebenso komplexe Spielidee für Hard-Core-Spieler.
Auch wenn 1830 mit drei bis sechs Spielern deklariert wird, ist es ebenso mit zwei Spielern spielbar.
Die Spieldauer liegt oftmals bei 4 bis 6 Stunden, kann bei erfahrenen Spielern aber auch wesentlich darunter liegen.
Das Zusammenspiel von Aktienmarkt und Eisenbahnbetrieb kann bei diesem Spiel sehr brutale Auswirkungen (Spielerpleite) haben. Es dürfte damit aber der damals vermutlich herrschenden Wirtschaftsphilosophie in den USA relativ nahekommen.

### Trivia
1830 soll Pate für die Entwicklung des PC-Spiels Railroad Tycoon von Sid Meier gewesen sein.